# Fernand Braudel
Fernand Braudel (Luméville-en-Ornois, ma Gondrecourt-le-Château része, 1902. augusztus 24. – Cluses (Haute-Savoie), 1985. november 27.) az egyik legjelentősebb 20. századi francia történész.

## Életpályája
Tanított Algírban (1924-1932) majd a Collège de France-on (1949-1972). Az École pratique des hautes études igazgatója volt. A szakma elismerését A Földközi-tenger és a mediterrán világ II. Fülöp korában (1949) című könyvével vívta ki.

## Munkássága
1956 és 1968 között szerkesztője volt annak az Annales címet viselő folyóiratnak, amely szemléletével új iskolát teremtett. A Lucien Febvre és Marc Bloch nyomdokain haladó Braudel szakított a hagyományos történelemfelfogással. A politikai és diplomáciai események középpontba állítása helyett olyan területeket vizsgált, amelyek nagyban befolyásolják az emberiség történetét (földrajzi környezet, éghajlat, demográfia, közlekedés, kommunikáció). Az adott kor sokszemszögű vizsgálatában – statisztikai adatok, tényszámok elemzésével – hangsúlyozottan jelenik meg a mindennapok története.
Véleménye szerint a történetírásnak az élet teljességét, totalitását kell megragadnia – ez a totális történetírás. Erre törekedve azonban szembesülnie kell azzal, hogy nem világos, hogy mi az, ami az adott események közül lényeges, és mi az ami lényegtelen. „A történetírás fő problémája: hogyan lehet egyszerre megragadni a gyorsan változó és éppen változásai és látványossága miatt előtérben lévő történelmet, és a mélyben zajló, a szemtanúk és szereplők által szinte nem is észlelt történelmet."
Braudel válasza erre az volt, hogy az eseményeket többféle idősíkon kell értelmezni.
„Braudel a globális történelem különböző mélységi szintjeit és időbeliségeit három nagy csoportra osztja. A többemeletes ház hasonlatával élve: a földszintet az alapstruktúrák, a mindennapi élet struktúrái foglalják el: a földrajzi viszonyok, a természeti környezet, az anyagi kultúra elemei. Erre épül a következő szint – kölcsönhatásban az alapstruktúrákkal – a gazdasági élet, a társadalom, az államok, a kultúrák. Braudel ezt a konjunktúrák szintjének nevezi. A legfelső emeleten zajlik a történelem folyamata, ez az események szintje. A történeti valóság három szintjének három idősík felel meg: a rövid idő az események ideje, a közepes távú konjunktúra-ciklus a konjunktúra ideje, a hosszú idő, a „longe durée" az alapszintet adó struktúrák idő-mértéke."

## Díjai, elismerései
Több elismerésben részesült, több egyetem díszdoktora, a Francia Köztársaság Becsületrendjének kétszeres kitüntetettje.

## Magyarul megjelent művei
- A mindennapi élet struktúrái: a lehetséges és a lehetetlen. Anyagi kultúra, gazdaság és kapitalizmus, XV–XVIII. század; ford. Pődör László; Gondolat, Bp., 1985
- A Földközi-tenger és a mediterrán világ II. Fülöp korában I-III.; ford. R. Szilágyi Éva; Akadémiai−Osiris Kiadó, Bp., 1996
- Anyagi kultúra, gazdaság és kapitalizmus, XV–XVIII. század. A mindennapi élet struktúrái: a lehetséges és a lehetetlen; ford. Pődör László; Gutta, Bp., 2004 (Magistra vitae) ISBN 963-204-632-3
- Franciaország identitása, 1-2.; ford. Mihancsik Zsófia; Helikon, Bp., 2003–2004
  - 1. A tér és a történelem
  - 2. Az emberek és a dolgok
- A kapitalizmus dinamikája; ford. Ábrahám Zoltán, Tóth Gábor; Európa, Bp., 2008 (Mérleg)